# Тиреоидит де Кервена
Ти́реоиди́т де Керве́на (гигантокле́точный ти́реоиди́т, гра́нулемато́зный ти́реоиди́т) — негнойное воспаление щитовидной железы, развивающееся после перенесенной вирусной инфекции (грипп, корь, паротит и другие). Могут отмечаться аутоиммунные реакции. Одна из наиболее распространённых форм подострого тиреоидита.

## Терминология
Эту разновидность тиреоидита иногда называют подострый тиреоидит, однако существует и другая форма подострого тиреоидита — подострый лимфоцитарный тиреоидит. Также тиреоидит де Кервена иногда называют «болевой подострый тиреоидит», в отличие от подострого лимфоцитарного тиреоидита, именуемого «безболевой подострый тиреоидит».

## Классификация
Выделяют 4 стадии:
1. Начальная или тиреотоксическая стадия.  Продолжительность этой стадии 1-1,5 месяца. Характеризуется высоким уровнем свободных Т3 и Т4 гормонов[5].
2. Эутиреоидная стадия. Продолжительность этой стадии 1-3 недели, характеризуется нормализацией уровня тиреоидных гормонов в связи с истощением их запасов в щитовидной железе[5].
3. Гипотиреоидная стадия. Продолжительность этой стадии от 2 до 6 месяцев, характеризуется транзиторным гипотиреозом[5].
4. Выздоровление. Происходит восстановление структуры и функции щитовидной железы.

## Этиология и патогенез
Развивается через 3—6 недель после перенесенной вирусной инфекции — проникая внутрь клеток вирус вызывает образование атипичных белков, на которые организм реагирует воспалительной реакцией.

## Диагностика
- УЗИ щитовидной железы;
- определение уровня свободного Т4, Т3, ТТГ;
- пальпация щитовидной железы;
- определение СОЭ;
- сцинтиграфия для оценки захвата радиоактивного йода щитовидной железой.

## Дифференциальная диагностика
В зависимости от стадии подострого воспалительного процесса (острая, нарушения синтеза гормонов, восстановления) дифференциальный диагноз проводится с различными заболеваниями:
- в ранней стадии — острый гнойный тиреоидит[6] — вирусный тиреоидит встречается гораздо чаще гнойного, отсутствие эффекта от терапии антибиотиками на протяжении 5—7 суток является дополнительным аргументом в пользу вирусной этиологии и, соответственно, подострого тиреоидита[2];
- в случае развития гипертиреоза — исключается токсическая аденома, диффузный токсический зоб[6] — при подостром тиреоидите высокий уровень тиреоидных гормонов в плазме крови сопровождается низким захватом изотопа йода (131I) и нормальным или сниженным уровнем ТТГ[2];
- в случае развития гипотиреоза — необходимо исключить аутоиммунный тиреоидит путём определения уровня антител[2];
- в случае очагового (фокального) подострого тиреоидита поражается фрагмент доли щитовидной железы, пальпаторно определяемый как болезненное уплотнение[2] — исключают узловой зоб, рак щитовидной железы;
- в стадии восстановления — исключают фиброзный тиреоидит Риделя и тиреоидит Хашимото[6].

## Лечение
Необходимо купировать воспалительную реакцию, болевой синдром и восстановить функцию щитовидной железы. Для снижения болевого синдрома назначают НПВС, но следует избегать применение аспирина, так как он может вытеснять Т4 из связи с белками крови. 
Назначают глюкокортикостероиды (преднизолон 30-60 мг/сут) в течение 3-4 нед, постепенно снижая дозу. При выраженном тиреотоксикозе показаны бета-адреноблокаторы. Хирургическое лечение не показано.

## Прогноз
Благоприятный — обычно трудоспособность пациентов восстанавливается в течение 1,5 — 2 месяцев. В редких случаях исхода болезни в гипотиреоз пациенты получают лечение и наблюдаются пожизненно.

## Осложнения
У части пациентов подострый тиреоидит приобретает рецидивирующее течение и в конечном итоге переходит в гипотиреоз. 